# 轉廠
轉廠指的是，在中國內地由合資企業或者外資加工企業生產加工的出口用產品，轉向另一個在內地的合資企業或者外資加工企業進行組裝、加工。從商品流通來看，『轉廠』在國內進行，屬於國內交易。但是，因為生產加工的產品是出口產品，而且交易雙方大多是外資或者合資企業結算都是在境外用外匯進行，所以『轉廠』被視為是加工貿易的一環。
『轉廠』加工始於1993年左右。1995年之後，隨著香港的生產加工基地大量外遷，以及大型日資家電企業相繼在大陸設廠，加速了大陸零件部加工產業的發展，使出口的『轉廠』加工運動，在珠江三角洲非常活躍。
由於中國政府對出口加工貿易實施優惠的稅率政策，所以有些企業利用『轉廠』加工進行偷稅、漏稅，甚至把出口產品轉為內銷的不法行為時有發生，引起各方的關注。